# Jar of Flies
Jar of Flies (укр. Банка мух) — акустичний мініальбом американського рок-гурту Alice in Chains, що вийшов у 1994 році на лейблі Columbia Records.
Платівка була записана у сіетлській студії London Bridge у вересні 1993 року, у перерві між концертами багатомісячного турне на підтримку альбому Dirt (1992). Усі пісні були придумані та записані у студії протягом семи днів. Звукоінженером та співпродюсером став Тобі Райт, відомий по роботі з Metallica та Mötley Crüe.
Мініальбом, який отримав назву на честь шкільного експерименту гітариста Джеррі Кантрелла, стилістично відрізнявся від попередніх альбомів Alice in Chains і виділявся на тлі решти гранжової сцени. Якщо раніше група грала важкий хеві-метал, натхненний групами кінця 1960-х років, то нова платівка носила переважно акустичний характер, дозволяючи проводити паралелі з творчістю The Beatles і REM. До складу платівки увійшли сім композицій у стилях рок, блюз-рок, фолк-музика та джаз. Вперше на альбомах Alice in Chains з'явилася інструментальна композиція, а також використовувалися струнні інструменти та губна гармоніка.
Jar of Flies вийшов 14 січня 1994 року і став першим мініальбомом у музичній історії, що дебютував на першому місці в хіт-параді Billboard 200. Усього було продано понад 3 млн екземплярів платівки, що зробило її «тричі платиновою» за версією RIAA. Пісня «No Excuses» вперше для Alice in Chains досягла вершини хіт-параду Mainstream Rock Tracks. Попри спонтанний характер запису та експериментальне акустичне звучання, платівка була схвально прийнята критиками.
Jar of Flies вважається одним із найвпливовіших гранжових альбомів, що продемонстрував творчу різноманітність гуртів із Сіетлу, а також входить до числа кращих альбомів 1994 року.

## Історія появи
На початку 1993 року у складі Alice in Chains назрівали зміни. Гурт перебував у світовому турне на підтримку другого студійного альбому Dirt, що вийшов у розпал популярності гранжового руху. Платівка дебютувала в хіт-параді Billboard 200 на шостому місці та незабаром стала платиновою. Після виходу альбому, який описує подробиці наркозалежності, за Alice in Chains закріпилася репутація «героїнової групи». Пресі стало відомо про пристрасть вокаліста Лейна Стейлі до наркотиків та лікування в реабілітаційному центрі, через що особисте життя музикантів було обплутане безліччю пліток. Нарешті, у січні 1993 року, було оголошено про те, що Alice in Chains залишає бас-гітарист Майк Старр. Офіційною причиною називали небажання Старра миритися із щільним концертним графіком. Також ходили чутки, що бас-гітарист дуже вжився в образ рок-зірки, через що посварився з іншими членами гурту. Старра замінив Майк Айнез, який раніше виступав у групі Оззі Осборна ; його запросили на тимчасовій основі, щоб відіграти вже заплановані концерти.
У середині березня 1993 року музиканти Alice in Chains повернулися з Європи та провели невелике турне США разом із Circus of Power і Masters of Reality на розігріві. У квітні гурт повернувся до Сіетлу, щоб записати саундтрек до фільму «Останній кіногерой» з Арнольдом Шварценеггером у головній ролі. Сесії, що стали першими для Айнезу у складі Alice in Chains, пройшли у місцевій студії Avast, якою володів Стюарт Халерман. Замість Дейва Джердена, який відповідав за створення попередніх повноформатних альбомів Alice in Chains, продюсером і звукоінженером було призначено Тобі Райта, відомого по роботі зі Slayer, Corrosion of Conformity, Metallica, Kiss та Mötley Crüe. Разом з ним Alice in Chains записали для кінофільму дві пісні — «What the Hell Have I» і «A Little Bitter»; на першу з них у червні 1993 був знятий відеокліп, режисером якого став Рокі Шенк.
Влітку 1993 року пройшов фестиваль Lollapalooza III, одна з головних подій року в рок-музиці. Alice in Chains виступали на головній сцені і входили до числа хедлайнерів. Група залишилася надзвичайно задоволеною веселою та дружньою атмосферою фестивалю, а Майк Айнез назвав Lollapalooza «одним із тих турів, де ви знаходите друзів на все життя». За півтора місяця — з 18 червня по 7 серпня — Alice in Chains дали понад 35 концертів, тому гурт вирішив взяти відпустку після закінчення фестивалю, відірватися від концертів і провести тиждень у звукозаписній студії. Джеррі Кантрелл зателефонував Тобі Райту і запропонував записати мініальбом з Alice in Chains, а той із радістю погодився. У відповідь на прохання Райта надіслати йому демозаписи пісень, Кантрелл переконав продюсера, що гурт буде в студії раніше, ніж туди будуть доставлені плівки, і все покаже на місці.

## Запис альбому

### Творчий процес

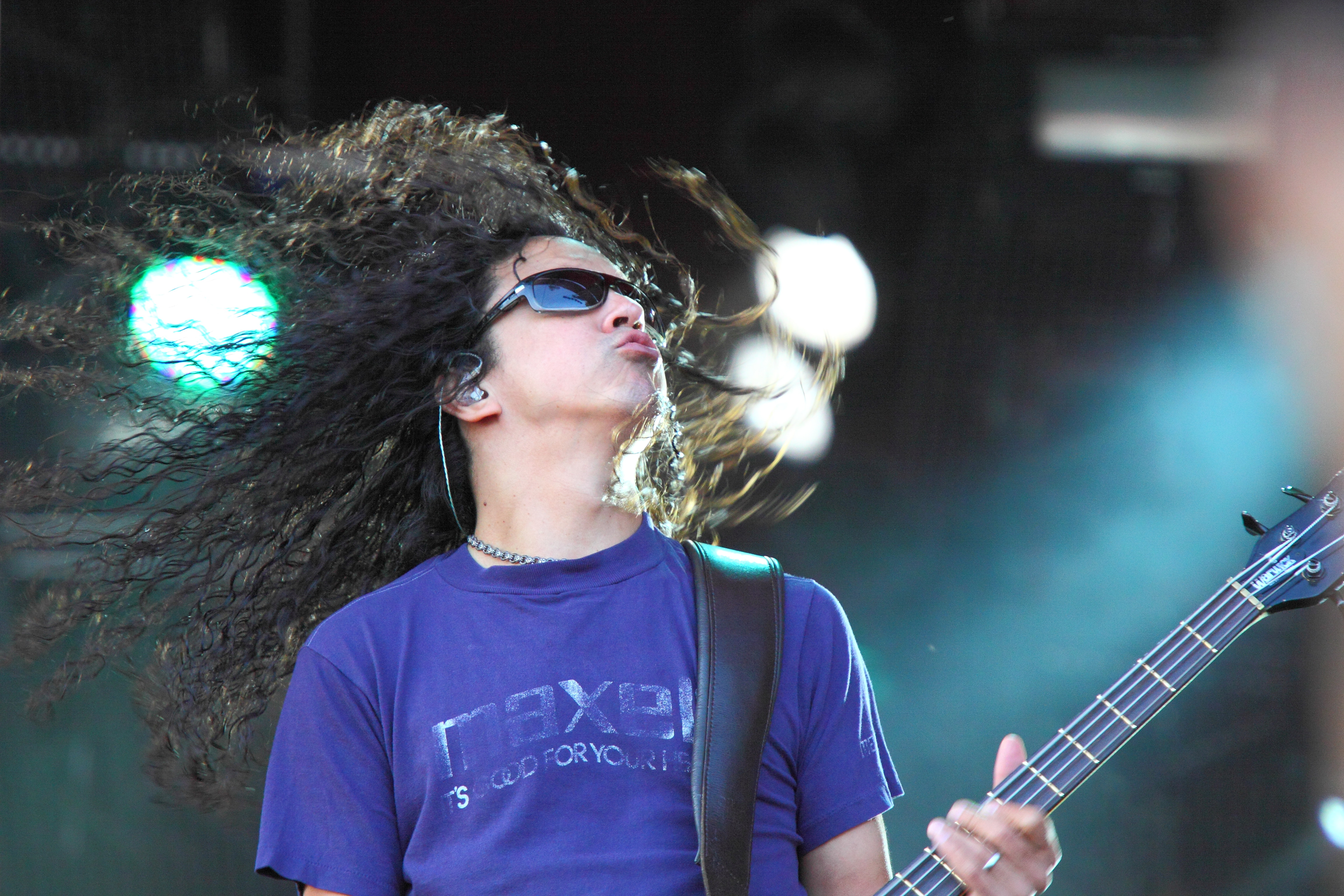
«Це був перший раз, коли ми записувалися з Майком Айнезом (на ілл.) Цей мініальбом довів і нам, і шанувальникам, який в нього величезний талант. Він грає найнеприємніше, найпохмуріше лайно, але в нього найдобріше серце у світі» — згадував Джеррі Кантрелл.

Тобі Райт та музиканти зустрілися у сіетлській студії London Bridge 7 вересня 1993 року. З'ясувалося, що попри запевнення Кантрелла група практично не мала готового матеріалу, окрім приспіву до пісні «Don't Follow», написаного Джеррі Кантреллом в Ірландії під час турне на підтримку Dirt. Тобі Райт спантеличено поцікавився, чим йому доведеться займатися наступні десять днів, на які вже було зарезервовано студійний час. Було вирішено, що музиканти проведуть його з максимальною користю, імпровізуючи та пишучи нові пісні прямо на ходу. Джеррі Кантрелл переконав продюсера почати роботу без жодних зобов'язань і завищених очікувань: «Ти просто потусишся з нами, поки ми джемуватимемо, і якщо з цього щось вийде, то так тому і бути; а ні — так ні».
Група справді мала всі підстави вважати, що в результаті студійних сесій з'явиться кілька пісень. Лейн Стейлі навіть називав це «таємною зброєю» Alice in Chains: «Ми пишемо [пісні] завжди. У нас є кілька ідей, але хто знає, коли наступного разу ми опинимося у студії? Ми записуємось, коли відчуваємо, що у нас достатньо матеріалу. У нашому випадку це може бути наступний тиждень чи наступний рік». Джеррі Кантрелл розділяв упевненість вокаліста, адже, бувши неформальним творчим центром гурту, він ніколи не сидів без діла і завжди щось вигадував; якщо накопичені рифи довгий час не використовувалися, то потім він міг видати до десяти пісень за раз. Під час концертного туру Lollapalooza у музикантів було кілька магнітофонів, щоб зберігати свої напрацювання, а в автобусі Лейна Стейлі навіть було обладнано пересувну студію звукозапису. Бас-гітарист Майк Айнез, який нещодавно приєднався до групи, також став повноцінною творчою одиницею: раніше він написав вступний бас-гітарний риф до пісні Оззі Осборна «No More Tears», а на Jar of Flies його ідеї лягли в основу композицій «Rotten Apple» та «I Stay Away».
Сесії проходили практично цілодобово, учасники Alice in Chains витрачали на репетиції по 14-18 годин на день. Запис інструментальних партій відбувався швидко та ефективно: після того, як група визначалася з аранжуванням, потрібно було буквально кілька дублів, щоб зафіксувати це на плівці. Отриману музику показували Лейну Стейлі, який сидів в окремій кімнаті на другому поверсі, і якщо всій групі подобалася композиція, то вокаліст починав писати до неї текст, тоді як решта музикантів поверталася на перший поверх і приступала до наступної пісні. Коли слова чергової пісні були готові, Стейлі спускався до музикантів і показував їм результат. Після цього Стейлі пояснював звукорежисеру, скільки доріжок йому потрібно для вокалу, і виконував основну партію та супутні додаткові гармонії практично на льоту, у той час, як бек-вокал та гармонії Кантрелла були прямолінійніші та добре продумані заздалегідь. Під час запису Стейлі найчастіше залишався з Тобі Райтом віч-на-віч, а Кантрелл лише зрідка заглядав у контрольну кімнату, щоб краще зрозуміти, що йому належить заспівати.

### Обладнання та інструменти
Після спілкування із гуртом Тобі Райт з'ясував, що мініальбом буде переважно акустичним: як і раніше, у проміжку між повноформатними важкими альбомами вийде EP, на якому вийдуть акустичні композиції. Це рішення визначило основний підхід до вибору студійного обладнання: мініальбом мав звучати максимально природно. Для цього запис проводився суто за допомогою аналогових пристроїв. Лейн Стейлі особисто наполіг на використанні магнітної плівки та заборонив використовувати Pro Tools. Замість цифрової звукової робочої станції використовувався мікшерний пульт Neve 8068. За консоллю сидів сам Тобі Райт, поєднуючи ролі звукорежисера та співпродюсера. Йому допомагав асистент Джонатан Плам, співробітник студії London Bridge, що вже мав досвід роботи з Alice in Chains.
Під час запису інструментів група розташовувалась по сторонах від ударної установки, в оточенні цілого набору мікрофонів, встановлених на оптимальній відстані від інструментів. Джеррі Кантрелл і Майк Айнез сиділи в одній кімнаті з Шоном Кінні та джемували прямо на місці, тоді як Тобі Райт розташовувався в контрольній кімнаті. Особлива увага приділялася акустичним гітарам. Прямий сигнал зі звукознімачів інструментів Ovation змішувався із сигналом із мікрофонів, щоб зробити звук максимально природним та виключити елемент «електрифікації». Джеррі Кантрелл змінив свій звичайний набір апаратури та інструментів і замість підсилювачів Bogner і Marshall вперше спробував комбопідсилювач Fender Twin Reverb граючи на вінтажних гітарах Fender Stratocaster і Gibson Les Paul. Майк Айнез скористався акустичною бас-гітарою Guild. Шон Кінні використовував як звичайні барабанні палички, так і спеціальні щітки, поширені в блюзі та свінзі, щоб надати барабанам тихіше і спокійніше звучання. Над ударною установкою розташовувався мікрофон AKG C414; для том-томів та бас-бочки використовувалися AKG D-12 та Sennheiser MD 421; над малим барабаном знаходилися AKG C451 та Shure SM57, під ним — Sennheiser MD 441. Всі вокальні партії записувалися за допомогою мікрофона Neumann M49, кращого лампового мікрофона, що був у студії.

### Запрошені музиканти
Як і у випадку з попереднім акустичним міньйоном Sap, для запису Jar of Flies гурт вирішив залучити кількох сторонніх виконавців. Якщо на Sap це були друзі з гуртів Soundgarden, Heart і Mudhoney, то цього разу гурт вдався до допомоги сесійних музикантів. Для композиції «I Stay Away» був запрошений струнний квартет: Ейпріл Асевез (альт), Ребека Клемос-Сміт (скрипка), Джастін Фой (віолончель) та Меттью Вайс (скрипка). Джеррі Кантрелл не був добре знайомий із музичною нотацією, тому вирішив не витрачати час на створення партитур інструментів. Натомість лідер гурту зібрав музикантів у великій кімнаті, взяв у руки гітару, зіграв їм пісню та пояснив, чого хотів би досягти. Звукорежисер Дейв Хілліс був уражений безстрашністю Кантрелла, який зважився працювати з класичним виконавцями без диригента і тривалих репетицій. Крім пісні «I Stay Away», струнні стали частиною аранжування інструментальної композиції «Whale & Wasp».
У записі бек-вокалу до пісні «Don't Follow» взяли участь бас-гітарний технік Ренді Біро, гітарний технік Даррел Пітерс, а також Майк Айнез. Крім цього, в композиції є соло на губній гармоніці, для виконання якого було вирішено залучити професійного музиканта. У процесі запису Джеррі Кантрелл звернув увагу дивні звуки. З'ясувалося, що музикант — вже досить немолодий чоловік — грав чудово, але при цьому голосно кректав. Після кількох марних спроб зіграти соло без сторонніх звуків, музиканти запросили друга Кріса Корнелла Девіда Аткінсона, який зрештою і відтворив потрібну мелодію з першої спроби.

### Підсумки студійної роботи
Написання пісень та запис аудіодоріжок у студії London Bridge зайняли у групи лише сім днів — з 7 по 14 вересня. Зведення альбому пройшло в студії Scream Studios, розташованій в Студіо-Сіті, штат Каліфорнія, з 17 по 22 вересня 1993 року; асистентом Тобі Райта стала Ліз Срока. Майстерингом платівки займалася лос-анджелеська компанія Presicion Mastering.
Попри сумніви, які були присутні у гурту на самому початку роботи, після того, як накопичилося сім готових пісень, стало зрозуміло, що мініальбом вдався. Насамперед результатом залишився задоволений Тобі Райт, особливо відзначивши пісню «Don't Follow», яку назвав практично шедевром, а також композиції «I Stay Away» та «No Excuses». Учасники гурту не були настільки впевнені у необхідності публікації пісень, тому вирішили показати їх лейблу. Коли представники звукозаписної компанії почули підсумковий матеріал, він їм дуже сподобався. Таким чином, рішення про випуск платівки ухвалили навіть не музиканти Alice in Chains, а керівництво Columbia Records. Сама ж група відразу після закінчення запису повернулась до концертів на підтримку Dirt.

## Зміст

### Музика та тексти

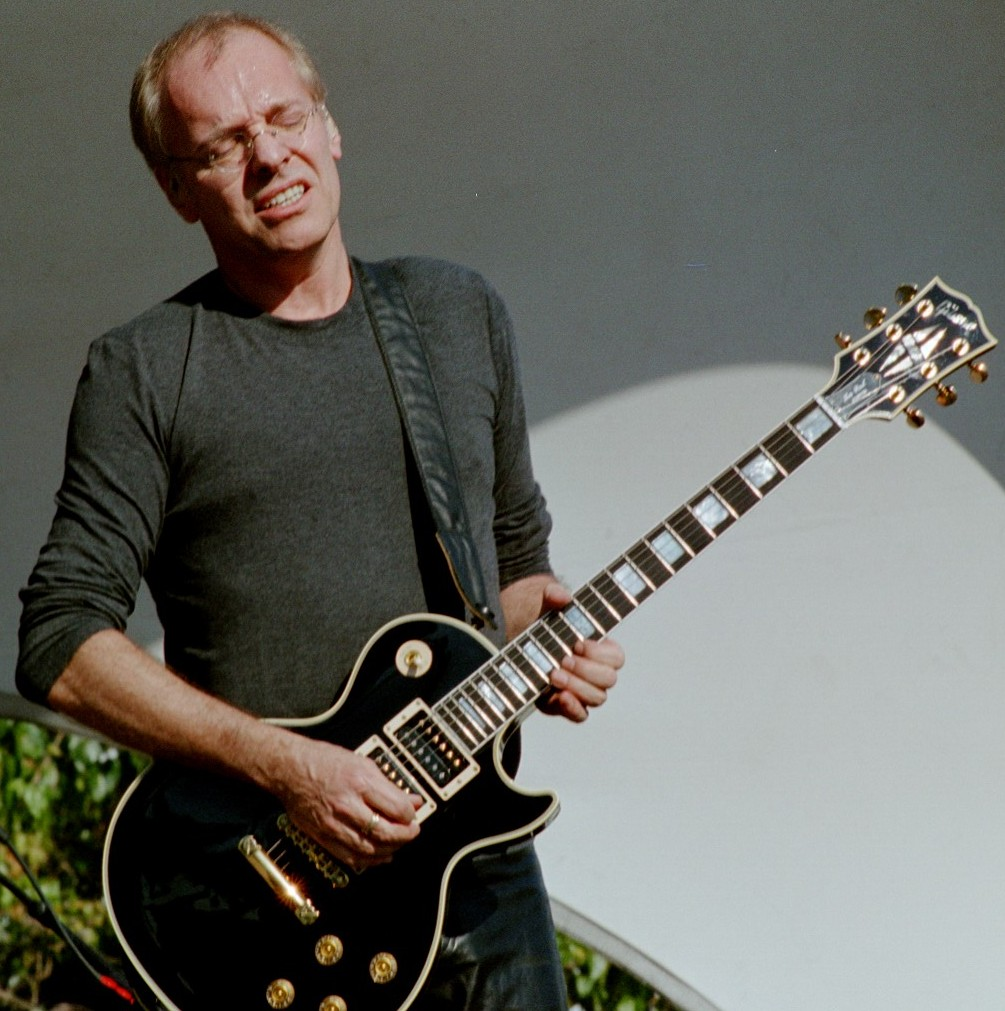
На вступній композиції «Rotten Apple» Джеррі Кантрелл використав ток-бокс, після чого жартував, що тепер на кожному альбомі Alice in Chains є пародія на Пітера Фремптона (на ілл.) Раніше цей характерний гітарний ефект можна було почути в піснях «Man in the Box» з альбому Facelift (1990) і «Rain When I Die» з Dirt (1992).

Jar of Flies не був першим акустичним альбомом гурту. Ще в 1992 році Alice in Chains випустили EP Sap, на якому відмовилися від хеві-металевої стилістики. З усім тим, Sap був виданий тільки в США і був знайомий лише вузькому колу американських шанувальників гурту, тому більшість слухачів в усьому світі продовжували вважати Alice in Chains спадкоємцем традицій хард-рокових гуртів кінця 1960-х років, таких як Black Sabbath та Led Zeppelin. Новий мініальбом навмисно замислювався як щось відмінне від попередньої платівки, легше та акустичніше, особливо на контрасті з попереднім роком у житті групи, насиченим хеві-металевими ритмами. Музиканти усвідомлювали, що не всім шанувальникам гурту альбом прийдеться до смаку, але були готові йти на артистичні ризики. «Ми всі різні, таке життя. Інакше всі ходили б в однаковому одязі, думали б однаково і все робили однаково» — розмірковував Кантрелл. Своєю чергою, Шон Кінні був радий, що його гурт записав хоч щось, що можна було поставити своїм батькам: «Вони ніколи не слухатимуть інших наших альбомів. Зате Jar of Flies вони реально оцінили й це чудово». Музиканти не ставили собі за мету обов'язково відповісти критикам, які вважали музику гурту надто важкою, але прагнули показати свою багатогранність. «Хто знає, може одного разу ми випустимо альбом у стилі кантрі… Або напишемо вірші на їдиші…» — іронізували Кантрелл та Кінні.
Для того, щоб урізноманітнити звучання пісень, використовувалися не типові для попередніх робіт Alice in Chains інструменти. Так, наприклад, у пісні «Rotten Apple» можна почути гітарний ефект ток-бокс, а в «Don't Follow» — губну гармоніку. Але найнесподіванішою стала поява струнної секції, яка дуже рідко зустрічалася у груп альтернативного року початку 90-х років (серед винятків — скрипка у Camper Van Beethoven). Лише через кілька років після виходу Jar of Flies на вершини чартів потраплять такі пісні, як «The World I Know» Collective Soul і «Tonight, Tonight» Smashing Pumpkins, де струнні гратимуть важливу роль; в 1994 році ж це здавалося чудернацьким нововведенням. В цілому, наполовину акустичне, наполовину «електрифіковане» звучання Jar of Flies, наповнене джазовими та оркестровими аранжуваннями, робило платівку «швидше атмосферною, ніж змістовною». Найважливішу роль в музичному наповненні продовжував грати Джеррі Кантрелл, який виконував як акустичні ритми, так і партії на електрогітарі. Якщо рання творчість Alice in Chains була ближче до хеві-металу і була хитромудрою сумішшю Black Sabbath, Metallica і навіть готичної музики, то в новій платівці відчувався вплив інших, неметалічних стилів. Гітарні прийоми та гармонії Кантрелла стали стриманішими та делікатнішими, нагадуючи творчість REM, а сольні пасажі були схожі на творчість джазового гітариста Пата Метені та Джо Волша з The Eagles.
На тлі стриманого звучання інструментів більше простору дісталося вокалу Лейна Стейлі. Відхід від хеві-металевих коренів позначився на його вокальній техніці, а голос придбав забарвлення, характерніше для «білого» блюз-року. Водночас фірмове поєднання голосів Стейлі й Кантрелла залишилося незмінно впізнаваним. У журналі Guitarist відзначили «канонізовані, сплетені гармонії, яких світ не бачив з часів найкращого продукту поп-музики, Rubber Soul». Крім того, якщо раніше Кантреллу діставалася роль другого вокаліста, який доповнював Стейлі, то на пісні «Don't Follow» він відчув себе основним виконавцем. Надалі гітарист неодноразово брався за провідні вокальні партії, починаючи з наступного студійного альбому гурту, продовжуючи сольними платівками та закінчуючи роботою в новому складі Alice in Chains, де функції головного вокаліста були розподілені між ним та Вільямом Дювалем.
Спонтанний характер запису позначився на текстах пісень. У відповідь на питання про сенс, закладений у пісні альбому, Джеррі Кантрелл жартував: «Я навіть не пам'ятаю, що саме я там співав». Група була виснажена після тривалих гастролей на підтримку Dirt, і це позначилося на текстах. Тематика пісень певною мірою була логічним продовженням попереднього альбому гурту, але якщо Dirt описував людські вади, то Jar of Flies показував, як ліричний герой продовжує жити з наслідками своїх вчинків і, бувши відрізаним від решти суспільства, переживає через свою самотність і втрату друзів. У журналі Rolling Stone зазначили, що у текстах Стейлі звучав жаль: у вступній «Rotten Apple» він співав «I repent tomorrow» (англ. Завтра я буду каятися), а майже в кожній пісні повторював слово «дім», яке вимовляв з болем і гіркотою. Музичний редактор газети The Gleaner Ден Уінфілд також звернув увагу на біль у текстах Стейлі, але зазначив, що тепер він мав характер «передчуття, очікування чогось у найближчому майбутньому». З усім тим, це не йшло ні в яке порівняння з тим рівнем відвертості, який був продемонстрований на попередній платівці: «Стейлі продовжив займатися самобичуванням і боротьбою з власними демонами, однак у порівнянні з Dirt це якби гурт співав би про росинки на трояндах і вуса кошенят» — писав Метт Меліс з Consequence of Sound.

### Список пісень
1. Платівку відкриває семихвилинна меланхолійна пісня «Rotten Apple», що нагадує творчість гранжової супергрупи Temple of the Dog. Композиція починається з виразного басового рифу в стилі Tool, до якого приєднуються акустичні гітари та електрогітара з ефектом wah-wah. Незвичайний вступ, який в Kerrang! обізвали «Пухнастик зустрічає ковбоя», переростає в похмурий куплет, гітари зливаються з тлом, а на передній план виходять вокальні гармонії Стейлі. У журналі Guitar Player «Rotten Apple» назвали найбільшим досягненням Кантрелла, зазначивши «хрипке, запповське звучання „квакушки“ та повністю імпровізоване фразування».
2. Друга пісня «Nutshell» схожа на стартову композицію своїм глибоким і м'яким аранжуванням. Пісня спочатку була значно довшою — близько 7-8 хвилин — але в процесі репетицій музиканти вирішили її значно скоротити. У ній уперше на альбомі з'являється повноцінне гітарне соло Кантрелла, однак у центрі уваги все ще знаходиться голос Лейна Стейлі. У журналі Kerrang! відзначили «безсоромно мрійливу атмосферу» пісні, порівнявши її з творчістю Pink Floyd.
3. Кістяк композиції «I Stay Away» належить Майку Айнезу; він зіграв у ній як на басу, так і на дванадцятиструнній акустичній гітарі. У цій пісні вперше в історії Alice in Chains можна почути струнний квартет. Поєднання акустичної гітари та струнної секції стало абсолютно несподіваним і продемонструвало, як далеко Alice in Chains здатні відхилитися від свого початкового хеві-металевого курсу. Характерне для групи похмуре «хрумке» звучання було доповнено провідним вокалом Лейна Стейлі, а для запису бек-вокалу було залучено всю групу, включаючи гітарних техніків. Через аранжування та вокальні гармонії «I Stay Away» порівнювали з творчістю The Beatles, дуету Simon & Garfunkel, а також триб'ют-групи The Fab Four, яка виконує твори «ліверпульської четвірки» у супроводі оркестру.
4. Четверта пісня «No Excuses» починається з ритмічного вступу Шона Кінні. Барабанщик експериментував з різними способами звуковидобування, використавши техніку удару зворотним боком палички по обіду малого барабана, а також бонго та додаткові барабани меншого розміру. Основна частина композиції побудована навколо зміни гітарних акордів баре A і B, при яких дві нижні струни залишаються відкритими, що дає звучання, схоже з REM. Основна вокальна партія в куплеті належить Джеррі Кантреллу, тоді як Лейн Стейлі виконує додаткові гармонії, а в приспіві вони змінюються ролями. У журналі Goldmine «No Excuses» назвали «безсоромно попсовою піснею», що кардинально відрізняється від іншої творчості групи.
5. «Whale & Wasp» стала першою інструментальною композицією в репертуарі Alice in Chains. Вона була написана Джеррі Кантреллом ще у вісімнадцятирічному віці. Кантрелл дав їй таку назву, тому що пісня нагадувала йому «розмову між китами та осами». Пісня починається з «потойбічного» гітарного бенда, який повторюється із додаванням фолк-рокової акустичної гітари та електрогітари, після чого звучить соло, що супроводжується ніжними звуками віолончелі та скрипки. У журналі Spin інструментальну композицію порівняли з «Metallica, яка виконує нью-ейдж».
6. Пісня «Don’t Follow» містить елементи фолк-музики та кантрі. Композиція виділяється соло-партією на губній гармоніці, характерним гітарним звучанням Кантрелла, а також вокальними гармоніями в стилі REM та "бітлівської «Here Comes The Sun». У журналі Entertainment Weekly «Don't Follow» назвали «сільською піснею біля вогнища», а на сайті The AV Club — «пісенькою бродяги».
7. Завершальна композиція «Swing on This» стала своєрідною пародією на свінгові біг-бенди, такі як оркестр Гленна Міллера. Вона народилася в студії з джазової імпровізації Шона Кінні, яку підхопив Джеррі Кантрелл і вже разом вони змусили Майка Айнеза зіграти «найтупішу басову лінію». Хоча спочатку це звучало досить безглуздо, під час виконання музикантам це почало подобатись. Пісня починається як бі-боп у тональності ля-бемоль, але перетворюється на щось подібне до хроматичного металу. На тлі попередніх серйозних композицій «Swing on This» звучить більш жартівливо і безтурботно. Після закінчення пісні чути фразу Майка Айнеза, який заглянув у студійну кабінку: «Toby's still laughing…» (англ. Тобі [Райт] досі сміється).
Як запевняють музиканти, крім цих семи пісень у гурту були готові ще одна-дві композиції, але оскільки вони були важкими та «електричними», їх вирішили не включати їх Jar of Flies і приберегти для наступного повноформатного альбому.

## Випуск та просування

### Обкладинка та назва
Як і у випадку з попереднім мініальбомом Sap, рішення про назву та обкладинку нової платівки було прийнято заздалегідь. Спочатку група збиралася назвати платівку Son of Sap (англ. Син Sap), за аналогією з «Сином Сема», прізвиськом серійного вбивці Девіда Берковиця, але кінець кінцем зупинились на Jar of Flies (англ. Банка мух), запропонованому Джеррі Кантреллом. «Банка мух» була відсиланням до наукового експерименту, який Кантрелл провів у середній школі. В учнів було по дві банки з їжею, у кожній з яких були дві мухи; вони починали розмножуватися, і за кілька днів заповнювали банку. Коли популяція досягала піку, вони починали гидити на їжу в банку, але одну з банок регулярно чистили, а другу — ні. Зрештою, одна з банок наповнювалася екскрементами та мухи в ній дохли, тоді як в іншій продовжували розмножуватися. «Мораль експерименту полягала в тому, що „банку“, в якій ми живемо, нема кому прибирати, тому нам потрібно припинити гадити один на одного» — згадував Кантрелл. Також існує версія, згідно з якою в одній із банок були перегодовані мухи, які швидко загинули від перенаселення, а в іншій — голодні комахи, які примудрилися прожити цілий рік.
Автором цієї обкладинки, як і попередніх альбомів гурту, став фотограф Рокі Шенк. Музиканти розповіли йому про назву майбутньої платівки та запропонували ідею з дитиною, яка дивиться в банку з мухами. Знімання пройшло 8 вересня 1993 року у їдальні фотографа; у ньому взяли участь сам Шенк, його помічник і запрошений хлопчик. Шенк згадував, що музиканти наполягали на «шалених кольорах», тому він активно використовував колірні фільтри. Знімання затягнулося, тому що мухи постійно дохли й асистентові доводилося бігати із сачком у сусідню стайню, щоб наловити нових. Попри всі складнощі та скарги дитини, знімання вдалося довести до кінця.

### Вихід альбому
Jar of Flies[I] вийшов 14 січня 1994 року і відразу потрапив на перше місце в американському хіт-параді Billboard 200. Платівка перевершила найсміливіші очікування і встановила абсолютний рекорд, ставши першим мініальбомом в історії музичної індустрії, який потрапив на вершину чарту Billboard. Протягом наступних двадцяти років подібне досягнення повторилося лише раз: у 2004 році аналогічного успіху досягли Jay-Z та Linkin Park з платівкою Collision Course. Alice in Chains стали лише третьою гранжевою групою, які зуміли досягти вершини американського чарту, після Nirvana (Nevermind, In Utero) та Pearl Jam (Vs.); через кілька місяців до них приєдналися Soundgarden із платівкою Superunknown. За перший тиждень було продано 141 000 копій Jar of Flies, а до вересня 1995 року альбом став тричі платиновим з більш ніж 3 млн проданих екземплярів.
Разом з Jar of Flies вийшла компіляція Jar of Flies / Sap, що складається з пісень, що вийшли на цьому та попередньому акустичному мініальбомі гурту. Тим самим лейбл заповнив прогалину в просуванні Sap, оскільки пластинка, що вийшла на початку 1992 року, була доступна тільки в США і не супроводжувалася активною рекламною кампанією. Чотири пісні з цього альбому, записані за участю сіетлських рокерів Кріса Корнелла, Марка Арма та Енн Вілсон, практично ніколи не виконувались на концертах. Винятком були ті небагато виступів, у яких брали участь і Alice in Chains, і Heart, отже Енн Вілсон могла приєднатися до гурту на сцені. Багато шанувальників гурту і навіть музичних оглядачів дізналися про існування Sap тільки після виходу цього подвійного видання і розглядали мініальбоми 1992 і 1994 років як єдине ціле.
↑ I У Японії платівка вийшла за назвою Another Side of Alice (с англ. - «Інша сторона Alice»).

### Сингли

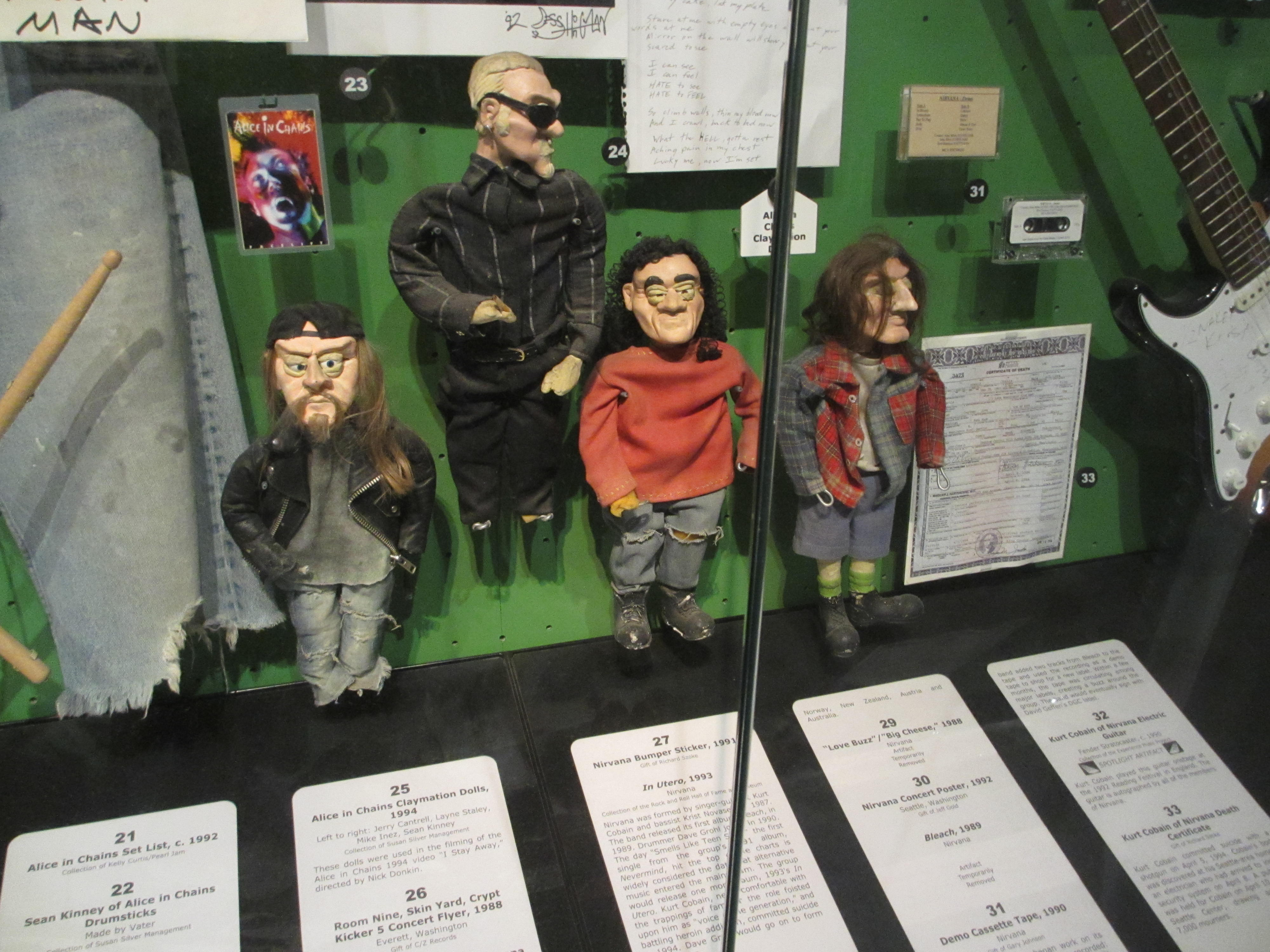
Ляльки музикантів Alice in Chains із відеокліпу «I Stay Away»

На підтримку альбому вийшли промосингли «No Excuses» і «I Stay Away», а також інтерв'ю з групою, що одержало назву Lid Off The Jar. Першим комерційним синглом стала пісня «No Excuses», що швидко стала хітом і вперше за всю історію Alice in Chains досягла вершини хіт-параду Mainstream Rock Tracks. Пізніше у продаж надійшов сингл «I Stay Away», що піднявся в чарті Mainstream Rock Tracks на десяте місце.
Режисер Нік Донкін зняв на пісню «I Stay Away» мультиплікаційний кліп із пластиліновими персонажами. За сценарієм, під час гастролей Alice in Chains автобус з музикантами зупиняється біля цирку. Там вони спостерігають за переполохом, що відбувається в цирку після того, як хлопець випускає мух із банки. Відео стало дуже популярним і часто транслювалося на музичному каналі MTV. Згодом відеокліп став вважатися класикою, а лялькові копії музикантів Alice in Chains почали експонуватися в клівлендській Залі слави рок-н-ролу.
Ще один кліп був знятий на пісню «No Excuses». Режисером став Метт Мехурін, який раніше вже працював з Alice in Chains над відеорядом до пісні «Angry Chair» з альбому Dirt. У центрі уваги нової роботи Мехуріна опинився чоловік у костюмі та капелюсі, який потрапив у напівзанедбане приміщення театру. Персонаж Макса Перлиха насолоджується цирковим виступом і врешті-решт вирішує залишитися разом із трупою. На думку Чада Чайлдерса (сайт Noisecreep), відеокліп виділявся майстерною роботою з освітленням і тінями, що задають тон виступу. Серед усіх учасників групи на екрані були показані лише співаки Джеррі Кантрелл та Лейн Стейлі.

## Нагороди та номінації
Пісня «No Excuses» увійшла до шорт-листа претендентів на здобуття премії Billboard Music Award у номінації «Найкраща рок-пісня», поступившись дебютному синглу постгранжової групи Collective Soul «Shine». Композиція «I Stay Away» була номінована на здобуття премії «Греммі» у категорії «Найкраще хард-рок виконання», де перемогу здобула «Black Hole Sun» Soundgarden. Нарешті, артдиректор Мері Маурер за свою роботу над Jar of Flies стала претендентом на здобуття премії «Греммі» «Найкраща упаковка запису», але й тут платівка залишилася без призів: золотий грамофон дістався Бадді Джексону, який оформив триб'ют-альбом кантрі-групи Asleep at the Wheel.
| Рік  | Нагорода              | Категорія                  | Робота        | Результат |
| ---- | --------------------- | -------------------------- | ------------- | --------- |
| 1994 | Billboard Music Award | Top Rock Song              | «No Excuses»  | Номінація |
| 1995 | Grammy Awards         | Best Hard Rock Performance | «I Stay Away» | Номінація |
| 1995 | Grammy Awards         | Best Recording Package     | Мері Маурер   | Номінація |

## Критичні відгуки
Музичні критики насамперед звернули увагу на кардинальну зміну музичного стилю, оскільки новий альбом не мав нічого спільного з ранніми роботами гурту. У газеті Los Angeles Times зазначили, що Jar of Flies бракувало енергії та хітів, яких було вдосталь на попередніх платівках. У журналі Entertainment Weekly хоч і здивувалися відходу гурту від сумного «наркоманського року», але в цілому сприйняли зміни позитивно, зазначивши, що «якщо на Dirt був відчай людей, що валяються у духовній вигрібній ямі, то Flies звучить, ніби ті ж хлопці просто звісили ноги й бовтають ними у каламутній воді». Описуючи компіляцію Jar of Flies/Sap, Дайна Дарзін (Kerrang!) додатково звернула увагу на контраст між акустичними мініальбомами групи: «Сторона Sap звучить… нормально, тоді як Jar of Flies є найбільш розслабленим, винахідливим та спонтанним диском Alice in Chains».
Jar of Flies не тільки виділявся на тлі ранньої творчості Alice in Chains, але й демонстрував небажання гурту слідувати гранжевій естетиці, що набрала популярність. У The New York Times відзначили, що відмова від насиченої гітарними рифами важкої музики була характерна не тільки для Alice in Chains, але і для Soundgarden, що випустили свій номерний альбом Superunknown: коли гранж з андеграундного стилю став перетворюватися на маркетинговий продукт, групам з Сіетла стало тісно у його рамках. У журналі Spin і газеті The Gleaner припустили, що в Alice in Chains просто втомилися від набридлого ярлика «сіетлського року», через що і вирішили змінити свій фірмовий артметалевий стиль.
Попри те, що мініальбом містив переважно акустичні композиції, він підтвердив репутацію Alice in Chains, як однієї з найпохмуріших і депресивніших рок-груп. Стів Х'юї з AllMusic назвав Jar of Flies «стриманим, неймовірно чудовим і болісно сумним одночасно», відзначивши безнадійний і навіть «похоронний» настрій, у якому проявляється приреченість. У журналі Rolling Stone нову роботу гурту назвали витонченішою на тлі попереднього лонгплею, але при цьому «загадково прекрасною», що в жодному разі не перетворює групу на «полегшену версію Alice in Chains». Марк Купер у журналі Q також відзначив депресивність альбому, назвавши його «потужним та задушливим альбомом про безпорадність».
Загалом, всупереч формату EP та суттєвим стилістичним відмінностям, платівка була сприйнята як безперечний прогрес у розвитку групи. У журналі Billboard відзначили нехарактерну для більш ранніх Alice in Chains різноманітність стилів, що дозволяло транслювати пісні на радіостанціях, орієнтованих на альбомний рок, хард-рок або альтернативний рок. На думку Дайни Дарзін із Kerrang!, акустична платівка підтвердила, що група «здатна на більше, ніж просто писати музику, під яку найкраще різати зап'ястя». У журналі Guitarist міньйон, записаний всього за сім днів, назвали одним з найбільш разючих альбомів року, а в RAW взагалі вважали Jar of Flies кращим записом сіетлських груп з часів Ten і Nevermind.
↑ II ■ — «Вирушайте прямо до найближчого музичного магазину. Купуйте альбом. Негайно. Убийте, якщо потрібно» Журнал Spin.

## Концертні виконання
Музиканти Alice in Chains стали включати окремі композиції з Jar of Flies у свої сет-листи, не чекаючи офіційного виходу платівки. 4 і 5 жовтня 1993 року гурт виступав у лондонському концертному залі Brixton Academy; обидва вечори відкривала нова пісня «Nutshell», а наприкінці другого виступу відбулося прем'єрне виконання пісні «Rotten Apple». Тим самим музиканти прагнули урізноманітнити свої концертні виступи, щоб не повторювати ту саму програму по кілька разів. Надалі ці дві пісні часто з'являлися під час туру Alice in Chains Європою, Японією та Австралією. Крім того, попри заплановану відпустку, гурт вирішив зіграти кілька акустичних концертів. 7 січня 1994 року Alice in Chains виступили на благодійному заході на підтримку бас-гітариста гурту Fishbone Норвуда Фішера, що проходив у лос-анджелеському театрі Hollywood Palladium, і виконали чотири акустичні пісні: «Am і Inside» та «Brother» з Sap, а також «Nutshell» і «No Excuses» з Jar of Flies. Разом з тим, традиційний масштабний концертний тур на підтримку Jar of Flies не був проведений.

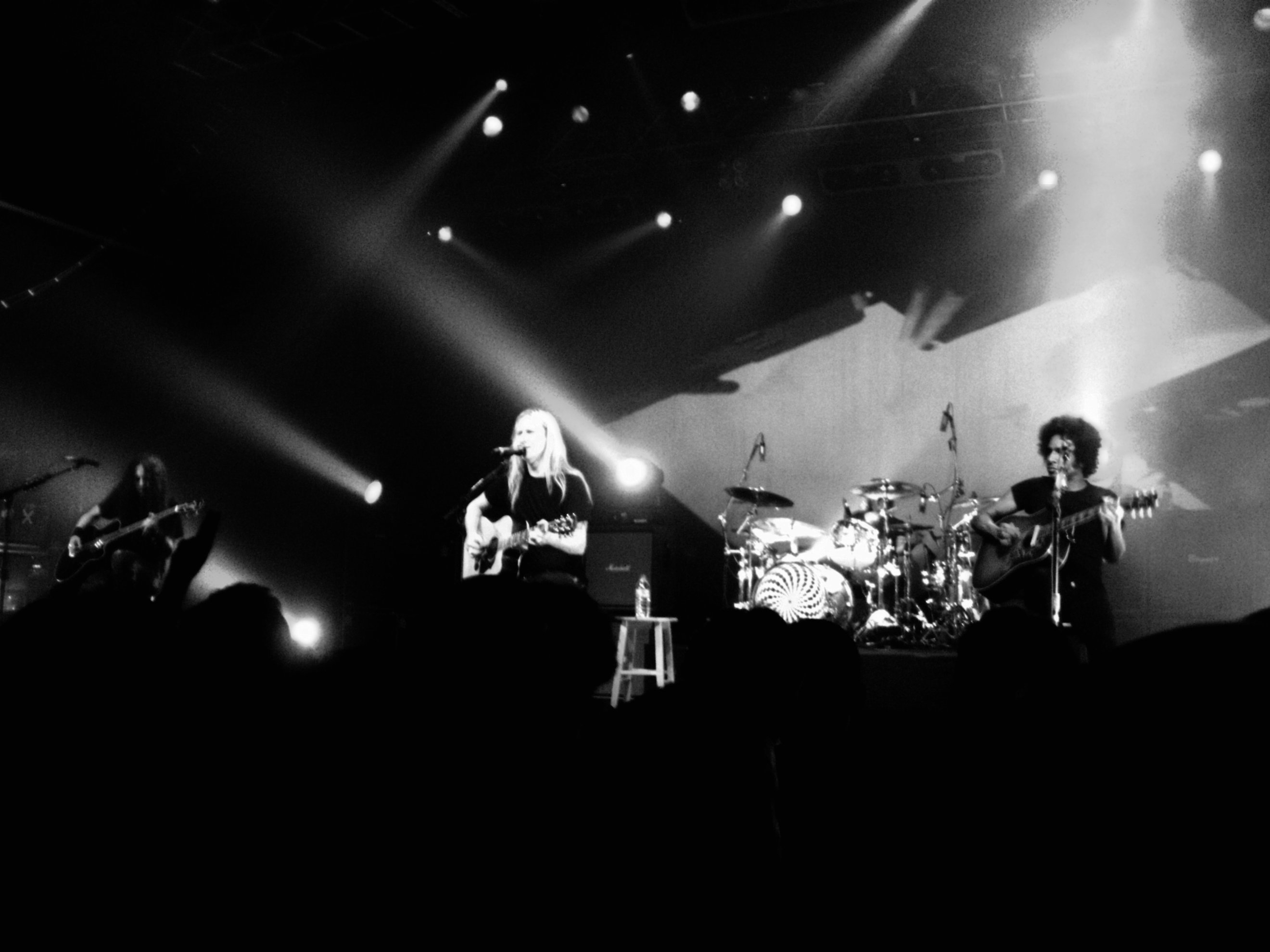
Після возз'єднання Alice in Chains у 2006 році, гурт часто виконує «Nutshell» на концертах, зазвичай присвячуючи її загиблим учасникам гурту — Лейну Стейлі та бас-гітаристу Майку Старру.

Усю першу половину 1994 року Alice in Chains утримувалися від виступів, перебуваючи у творчій відпустці. На липень 1994 року були заплановані концерти з Metallica та Suicidal Tendencies. «Ми збираємося провести це літнє турне з „Металікою“, бо ми начебто обговорювали це з ними раніше вже тричі. Ми подумали, що добре було б зробити це влітку, тому що у них останнім часом не виходили альбоми, у нас теж нічого не виходило, і у Suicidal Tendencies теж… Я думаю, що після повернення всі почнуть працювати над новими альбомами. Ми плануємо записати нову платівку відразу після туру» — розповідав Шон Кінні в інтерв'ю Goldmine. Alice in Chains також збирались виступити на фестивалі Вудсток-94, присвяченому 25-м роковинам одного з найбільших рок-фестивалів сучасності. Цим планам не судилося здійснитися: Alice in Chains були змушені скасувати тур з Metallica через «проблеми зі здоров'ям» Лейна Стейлі. Ходили чутки, що Стейлі все ще живе в Сіетлі, але знаходиться в поганій формі, тоді як звукозаписна компанія Columbia Records стверджувала, що вокаліст проходить лікування від наркозалежності у реабілітаційному центрі.
У 1995 році музиканти нарешті зуміли зібратися разом у студії та залучили Тобі Райта для запису третього повноформатного альбому, який отримав назву Alice in Chains. Проте процес роботи не мав нічого спільного з Jar of Flies і зайняв довгі чотири місяці. Навіть комерційний успіх платівки та попадання на вершину хіт-парадів не змусили групу відновити виступи. Вперше після майже трирічної перерви Alice in Chains з'явилися на публіці лише 1996 року для запису музичної програми MTV Unplugged. Крім прем'єрного виконання кількох пісень з нового альбому, в театрі Бруклінської музичної академії прозвучали дві пісні з Jar of Flies: «Nutshell», що відкривала концерт, і «No Excuses». Цей живий акустичний альбом став останньою великою роботою Лейна Стейлі у складі гурту, а пісні з Jar of Flies ніколи більше не звучали у його виконанні. Після 1996 вокаліст вів відокремлений спосіб життя, рідко вибираючись зі свого кондомініуму в Сіетлі, поки у 2002 не був знайдений мертвим, ставши жертвою передозування наркотиків.
Після смерті Стейлі пісня «Nutshell» стала вважатися одним із класичних творів гурту, який нерозривно асоціюється з покійним вокалістом. Хоча пісня і не виходила окремим синглом, вона стала дуже популярною у фанатів гурту та інших музикантів: кавер-версії Nutshell випускали гурти Adema, Staind, Shinedown, Seether і Райан Адамс.
↑ III Англійський вираз in a nutshell, який дослівно перекладається як «у шкаралупі», означає «коротко, двома словами»

## Історичне значення
Разом з очевидним комерційним успіхом та рекордно високим для мініальбому місцем в американському хіт-параді, Jar of Flies став суттєвим музичним проривом. Альбом продемонстрував, що гранжові групи здатні успішно виходити за межі жанру та писати музику у суміжних стилях. Слідом за ним через кілька тижнів вийшов черговий альбом Soundgarden Superunknown, що став комерційно найуспішнішім для групи, але також містив кілька експериментальних композицій, нехарактерних для колективів із Сіетлу. У червні 1994 року Stone Temple Pilots, які неофіційно вважалися п'ятою за популярністю гранжевою групою, випустили альбом Purple з елементами попмузики і кантрі. Акустичне звучання Jar of Flies стало взірцем для декількох інших груп того часу, що випустили кілька пісень в аналогічній стилістиці: «Touch, Peel and Stand» Days of the New, «It's Been Awhile» Staind, «Touche» Godsmack, «Blurry» Puddle of Mudd, «Broken» Seether та багато інших.
Jar of Flies вважається одним із найважливіших альбомів сіетлської сцени. У журналі Rolling Stone його помістили на 42-е місце у списку найбільших гранжових альбомів, назвавши Alice in Chains «однією з найбільш новаторських груп жанру». В онлайн-журналі Diffuser.fm Jar of Flies включили до десятки найвпливовіших альбомів гранжу, наголосивши, що навіть видана в не найпопулярнішому в США форматі EP платівка зуміла досягти вершини хіт-параду Billboard.
Крім впливу на гранжеву сцену, Jar of Flies також став одним із визначальних альбомів 1994 року, названого в журналі Rolling Stone «найбільшим роком в історії мейнстримного альтернативного року». Музичний оглядач Маура Джонстон помістила мініальбом Alice in Chains на 12-е місце у списку найкращих альбомів року, відзначивши «здатність групи досягати похмурого настрою, не вдаючись до допомоги масивних підсилювачів». Американський онлайн-журнал Loudwire поставив Jar of Flies на п'яте місце в списку кращих хард-рокових альбомів 1994 року, виділивши хіт «No Excuses», що досяг вершин чартів, несподівану «I Stay Away» зі струнною секцією, а також одну з найпопулярніших пісень групи — «Nutshell». Нарешті, у журналі Guitar World Jar of Flies увійшов як до десятки кращих гітарних альбомів року на думку читачів, так і до списку «50 культових альбомів, що визначили 1994 рік» за версією редакції.

## Довідкові дані

### Список композицій
| #     | Назва                   | Автор слів | Автор музики           | Переклад             | Тривалість |
| ----- | ----------------------- | ---------- | ---------------------- | -------------------- | ---------- |
| 1.    | «Rotten Apple»          | Стейлі     | Айнез, Кантрелл        | «Гниле яблуко»       | 6:58       |
| 2.    | «Nutshell»              | Стейлі     | Кантрелл, Айнез, Кінні | «Шкаралупа»          | 4:19       |
| 3.    | «I Stay Away»           | Стейлі     | Айнез, Кантрелл        | «Триматимусь подалі» | 4:14       |
| 4.    | «No Excuses»            | Кантрелл   | Кантрелл               | «Без виправдань»     | 4:15       |
| 5.    | «Whale & Wasp» (інстр.) |            | Кантрелл               | «Кит та оса»         | 2:37       |
| 6.    | «Don't Follow»          | Кантрелл   | Кантрелл               | «Не йди за мною»     | 4:22       |
| 7.    | «Swing on This»         | Стейлі     | Кантрелл, Кінні, Айнез | «Свінгуй під це»     | 4:04       |
| 30:49 |                         |            |                        |                      |            |

### Учасники запису
| Alice in Chains - Лейн Стейлі — вокал, - Джеррі Кантрелл — гітара, вокал, - Шон Кінні — барабани, перкусія, - Майк Айнез — бас-гітара, гітара, бек-вокал. Запрошені музиканти - Ейпріл Асевез — альт, - Ребека Клемос-Сміт — скрипка, - Джастин Фой — віолончель, - Метью Вайс — скрипка, - Девід Аткінсон — губна гармоніка, - Ренді Біро — бек-вокал, - Даррел Пітерс — бек-вокал. | Виробництво - Alice in Chains — продюсер, - Тобі Райт — звукорежисер, - Ліз Срока — асистент звукорежисера, - Джонатан Плам — асистент звукорежисера, - Сюзан Сільвер — менеджер, - Рокі Шенк — фотограф, - Піт Кронін — фотограф, - Алісія Томпсон — фотограф, - Мері Маурер — артдиректор. |

### Хіт-паради
Тижневі
| Чарт (1994)                                          | Найвища позиція |
| ---------------------------------------------------- | --------------- |
| Австралія Australian Albums (ARIA)                   | 2               |
| Австрія Austrian Albums (Ö3 Austria)                 | 22              |
| Канада Canadian Albums (Billboard)                   | 5               |
| Danish Albums (IFPI)                                 | 5               |
| Нідерланди Dutch Albums (MegaCharts)                 | 17              |
| Німеччина German Albums (Media Control)              | 25              |
| Нова Зеландія New Zealand Albums (Recorded Music NZ) | 1               |
| Норвегія Norwegian Albums (VG-lista)                 | 7               |
| Швеція Swedish Albums (Sverigetopplistan)            | 6               |
| Швеція Swedish Albums (Sverigetopplistan)            | 8               |
| Швейцарія Swiss Albums (Schweizer Hitparade)         | 31              |
| Велика Британія UK Albums (OCC)                      | 4               |
| США Billboard 200                                    | 1               |

Щорічні
| Чарт (1994)      | Позиція |
| ---------------- | ------- |
| US Billboard 200 | 52      |

Сингли
| Рік                                                                      | Сингл          | Найвища позиція | Найвища позиція | Найвища позиція | Найвища позиція |
| Рік                                                                      | Сингл          | US Pop          | US Air          | US Main Rock    | US Alt          |
| ------------------------------------------------------------------------ | -------------- | --------------- | --------------- | --------------- | --------------- |
| 1994                                                                     | «No Excuses»   | 32              | 48              | 1               | 3               |
| 1994                                                                     | «I Stay Away»  | —               | —               | 10              | —               |
| 1994                                                                     | «Don't Follow» | —               | —               | 25              | —               |
| «—» означає релізи, що не потрапили в чарт або не виходили в цій країні. |                |                 |                 |                 |                 |

### Сертифікація
| Регіон                                             | Сертифікація  | Продажі    |
| -------------------------------------------------- | ------------- | ---------- |
| Канада (Music Canada)                              | 2× Платиновий | 200 000^   |
| Нова Зеландія (RIANZ)                              | Платиновий    | 15 000^    |
| Велика Британія (BPI)                              | Срібний       | 60 000^    |
| США (RIAA)                                         | 3× Платиновий | 3 000 000^ |
| ^відвантаження, що базуються лише на сертифікаціях |               |            |